# 小渕千代
小渕 千代（おぶち ちよ、1906年 - 1996年2月2日）は、日本の実業家・政治運動家。吾妻三女傑の異名をとった。群馬県吾妻郡名久田村（現在の中之条町）出身。旧姓・関。「小渕ちよ」と称することもある。

## 来歴・人物
佐藤裁縫専門学校（現在の高崎商科大学附属高等学校）卒業。鐘紡に入社、新町工場に勤務する。その後、小渕製糸所に入社する。1929年、小渕光平（のち衆議院議員）と結婚する。光山社役員として業務に従事する。1949年、夫の第24回衆議院議員総選挙出馬に伴い、運動員として奔走した。1952年の第25回衆議院議員総選挙で、公職選挙法違反により逮捕される。1958年の第28回衆議院議員総選挙でも公職選挙法違反で逮捕され、1か月間勾留された。この年、夫・光平が急逝した。
その後、製糸業の斜陽化のなかにあって地道な経営努力を続け事業を維持したが、1995年に光山社製糸所は操業停止した。翌1996年、死去。

## 関連人物
- 小渕光平 (2代目)（長男、中之条町長）
- 小渕恵三（二男、内閣総理大臣）
- 小渕優子（孫、恵三の娘、衆議院議員）